# Postia pelliculosa
Postia pelliculosa är en svampart som först beskrevs av Miles Joseph Berkeley, och fick sitt nu gällande namn av Rajchenb. 1988. Postia pelliculosa ingår i släktet Postia och familjen Fomitopsidaceae.   Inga underarter finns listade i Catalogue of Life.